# آدم سي
آدم سي (بالملايوية: See Kok Luen)‏ هو لاعب كرة قدم ماليزي في مركز الوسط، ولد في 3 يونيو 1988 في جاسين ‏ في ماليزيا. لعب مع نادي جوهر دار التعظيم ونادي جوهر درول تقسيم 2 ونادي ملقا يونايتد.

## وصلات خارجية
- آدم سي على موقع قاعدة بيانات كرة القدم.إي يو (الإنجليزية)
- آدم سي على موقع Soccerway.com (الإنجليزية)